# Tonndorf (Amburgo)
Tonndorf è un quartiere della città tedesca di Amburgo. È compreso nel distretto di Wandsbek.